# Bahamas i olympiska sommarspelen 1952
Bahamas deltog med sju deltagare vid de olympiska sommarspelen 1952 i Helsingfors. Ingen av landets deltagare erövrade någon medalj.